# Servizio Forestale Islandese
Il servizio forestale islandese (in lingua islandese Skógræktin) è un ente di protezione forestale subordinato al Ministero per le risorse ambientali e naturali del governo islandese.
Prima della colonizzazione vichinga dell'Islanda, si stima che il 40% dell'isola fosse coperto da fitte foreste. A causa di un disboscamento intensivo finalizzato alla produzione di legna e all'allevamento ovino, delle foreste originarie oggi non rimane che una parte residuale, che si sviluppa su circa il 2% della superficie del paese. Al fine di incrementare l'area forestata del paese, il Skógræktin incoraggia la coltivazione di alberi nell'isola.
In passato il Servizio Forestale ha promosso l'introduzione del lupino dell'Alaska come primo passo per la riforestazione dell'isola e per la lotta all'erosione del suolo. Col tempo però, tali piante si sono rivelate essere una specie alquanto invasiva, soppiantando le poche specie autoctone dell'isola.
La più grande foresta islandese, l'Hallormstaðaskógur, è gestita direttamente da tale ente.